# Aligia inscriptus
Aligia inscriptus är en insektsart som beskrevs av Van Duzee 1890. Aligia inscriptus ingår i släktet Aligia och familjen dvärgstritar. Inga underarter finns listade i Catalogue of Life.